# 대한민국 민법 제960조
대한민국 민법 제960조는 친족회의 조직에 대한 민법 친족법 조문이었다.

## 조문
제960조 (친족회의 조직) 본법 기타 법률의 규정에 의하여 친족회의 결의를 요할 사유가 있는 때에는 친족회를 조직한다.

## 같이 보기
- 친족회